# Peteos
Peteos (altgriechisch Πετεώς Peteós) war in der griechischen Mythologie der Sohn des Orneus und Enkel des attischen Königs Erechtheus. Zusammen mit Polyxene oder Mnesimache zeugte er Menestheus. Er wurde von König Aigeus aus Attika vertrieben und flüchtete nach Phokis, wo er eine Stadt gründete. Da die meisten seiner Begleiter aus dem attischen Demos Steiria stammten, nannte er die Stadt Stiris.
Nach einer ägyptischen Legende soll Peteos, der dort Petes genannt wurde, aus Ägypten nach Athen ausgewandert sein.